# Cratere Aziz
Aziz è un cratere sulla superficie di Encelado.